# Mayo Voure
Mayo Voure est un village de la commune de Banyo situé dans la région de l'Adamaoua et le département du Mayo-Banyo au Cameroun.

## Population
En 1971, Mayo Voure comptait 85 habitants, principalement Foulbe.
Lors du recensement de 2005, 392 personnes y ont été dénombrées.